# Мельников, Алексей Анатольевич
Алексей Анатольевич Мельников (бел. Аляксей Анатольевіч Мельнікаў; 9 ноября 1962, Гомель — 13 августа 1995, Минск) — белорусский литературовед, историк, славист.

## Биография
Учился в средней школе № 10 им. А. С. Пушкина (ныне Гомельская Государственная Лингвистическя Гимназия) в г. Гомеле. Окончил Мозырский педагогический институт (1983). Кандидат филологических наук (1990). Научный сотрудник Института литературы НАН Беларуси (с 1989).
Исследовал древнюю славянскую литературу, письменное наследие белорусского народа, духовную культуру восточных славян эпохи средневековья. Изучал белорусскую агиографию, в том числе житие Евфросинии Полоцкой, Кирилла Туровского и др., своей работой в значительной мере способствовал первому полному изданию произведений Кирилла Туровского.
Первая публикация: ст. «Становление направления барокко в белорусской литературе» (сб. «Беларуская літаратура. Вып. 11», 1983). Канд. диссертация: историко-текстологическая работа «Литературная история агиографических преданий про Евфрасинию Полоцкую» (защ. в 1990).
Автор книг: «Путь непечален: исторические свидетельства о святости Белой Руси» (1992), «Кірыл, епіскап Тураўскі: жыццё, спадчына, светапогляд» (1997), «Преподобная Евфросиния Полоцкая» (1997). Укладальнік: «Кніга жыцій і хаджэнняў» (1994).
Автор курса лекций по истории древней белорусской литературы, прочитанного в Белорусском педагогическом университете им. М. Танка на факультете белорусской филологии и культуры (1993—1994). Автор развернутой рецензии на «Белорусский православный календарь» (1994), в которой затронута проблема адекватности передачи богословских терминов и понятий средствами белорусского литературного языка.
Перевел на белорусский язык все известные памятники белорусской агиографии средневековья, молитвы Кирилла Туровского и ряд других его произведений. Частично перевел на белорусский язык Псалтырь и Новый Завет.
С юных лет увлекался поэзией. Часть его лирики на русском и белорусском языках была опубликована в разделе «…Ищу Тебя, Господь моей души…» посмертного издания работ «З неапублікаванай спадчыны».